# أرت ديفلن (متزلج قفز)
أرت ديفلن (بالإنجليزية: Art Devlin)‏ هو متزلج قفز أمريكي، ولد في 7 سبتمبر 1922 في ليك بلاسيد في الولايات المتحدة، وتوفي بنفس المكان في 22 أبريل 2004.

## وصلات خارجية
- أرت ديفلن على موقع الاتحاد الدولي للتزلج (القفز التزلجي) (الإنجليزية)
- أرت ديفلن على موقع أوليمبيديا (الإنجليزية)